# Hearts of Iron II
Hearts of Iron II é um jogo eletrônico de estratégia e guerra para computadores, desenvolvido pela Paradox Development Studio e publicado pela Paradox Interactive em 2005.
O jogo tem base histórica real e se passa entre 1 de janeiro de 1936 e 30 de dezembro de 1947 (ou 1964 na expansão), e permite que o jogador controle qualquer um dos 175 países da época, desenvolvendo-o com o passar dos anos, durante o período da Segunda guerra mundial. É a sequência de Hearts of Iron e a prequela de Hearts of Iron III.

## Páginas externas
- «Hearts of Iron II na Paradox»
- «Hearts of Iron II». na GameSpot